# 田中宏巳
田中 宏巳（たなか ひろみ、1943年（昭和18年）3月24日- ）は、日本の日本近代史学者。専門は近代日本軍事史。防衛大学校名誉教授。

## 略歴
長野県松本市出身。1968年早稲田大学文学部史学科卒。1974年同大学院博士課程満期退学。
明治大学・東海大学講師を経て、1977年防衛大学校専任講師。1993年教授、2008年定年退職、2011年名誉教授。2012年帝京大学文学部教授。

## 著書

### 単著
- 『東郷平八郎』（ちくま新書、1999年／吉川弘文館・読みなおす日本史、2013年 ISBN　9784642064002）
- 『BC級戦犯』（ちくま新書、2002年）
- 『秋山真之』（吉川弘文館・人物叢書、2004年 ISBN　9784642052306）
- 『マッカーサーと戦った日本軍　ニューギニア戦の記録』（ゆまに書房、2009年）
- 『山本五十六』人物叢書（吉川弘文館、2010年 ISBN　9784642052573）
- 『復員・引揚げの研究　奇跡の生還と再生への道』（新人物往来社、2010年）
- 『消されたマッカーサーの戦い　日本人に刷り込まれた〈太平洋戦争史〉』（吉川弘文館、2014年　ISBN　9784642082570）
- 『横須賀鎮守府』（有隣堂・有隣新書、2017年）
- 『真相　中国の南洋進出と太平洋戦争』（龍溪書舎、2021年）
- 『小笠原長生と天皇制軍国思想』吉川弘文館、2021年ISBN　9784642039062

### 編纂
- 『米議会図書館所蔵占領接収旧陸海軍資料総目録　1992年5月現在』（東洋書林、1995年）
- 『オーストラリア国立戦争記念館所蔵旧陸海軍資料目録』（緑蔭書房、2000年）

### 公刊史料
- 引揚援護庁第二復員局残務処理部編『太平洋戦争開戦前史 開戦迄の政略戦略』（緑蔭書房、2001年）
- 海軍軍令部編『昭和六・七年事変海軍戦史 初めて公刊される満州事変・上海事変の海軍正史』全4巻、別巻1（影山好一郎との共同監修、緑蔭書房、2001年）
- 『BC級戦犯関係資料集』（全6巻)（緑蔭書房、2013-2014年）

### 学術論文
- 「蒙古二旗成立考」（『軍事史学』6(4)、1971年）
- 「清朝の興隆と満州の鉱工業　紅夷砲製造を中心として」（『史苑』34(1)、1974年）
- 「清太祖時代の八旗制度」（『防衛大学校紀要　人文・社会科学編』通号33、1976年）
- 「新しい軍事史学の構想について」（『軍事史学』13(1)、1977年）
- 「中国史上における朝鮮の軍事的意義」（同上14(2・3)、1978年）
- 「東シナ海と対馬・沖縄」（『防衛大学校紀要　人文・社会科学編』通号40、1980年）
- 「日露戦争におけるロシアの密輸問題　特に英炭獲得問題を中心として」（『国史学』通号114、1981年）
- 「ナヒモフ拿捕の報告書について」（『軍事史学』16(4)、1981年）
- 「日清,日露海戦史の編纂と小笠原長生」1-3（同上18(3)・(4)、『防衛大学校紀要　人文・社会科学編』通号47、1982年-1983年）
- 「忠君愛国的「日露戦争」の伝承と軍国主義の形成　小笠原長生の役割を通して」（『国史学』通号126、1985年）
- 「昭和7年前後における東郷グループの活動　小笠原長生日記を通して」1-3（『防衛大学校紀要　人文科学分冊』通号51-53、1985年-1986年）
- 「19世紀後半における清国海軍の消長」1-3（『防衛大学校紀要　人文科学分冊』通号63-65、1991年-1992年）
- 「太平洋戦争期の日本軍の情報収集と調査研究　米議会図書館所蔵旧陸海軍資料を中心に見て」（『陸戦研究』44(514)、1996年）
- 「海軍各種委員会の定量的研究　「海軍公報」の記事を中心として」（『日本歴史』通号590、1997年）
- 「ラバウルに於ける自給自足の歴史的意義」（『海軍史研究』（5）、2000年）
- 「ニューギニア戦から見た太平洋戦争　時代区分と各期の特徴」（『防衛学研究』(32)、2005年）

## 参考
- 『現代日本人名録』2002年 日外アソシエーツ